# 南沙天后宮

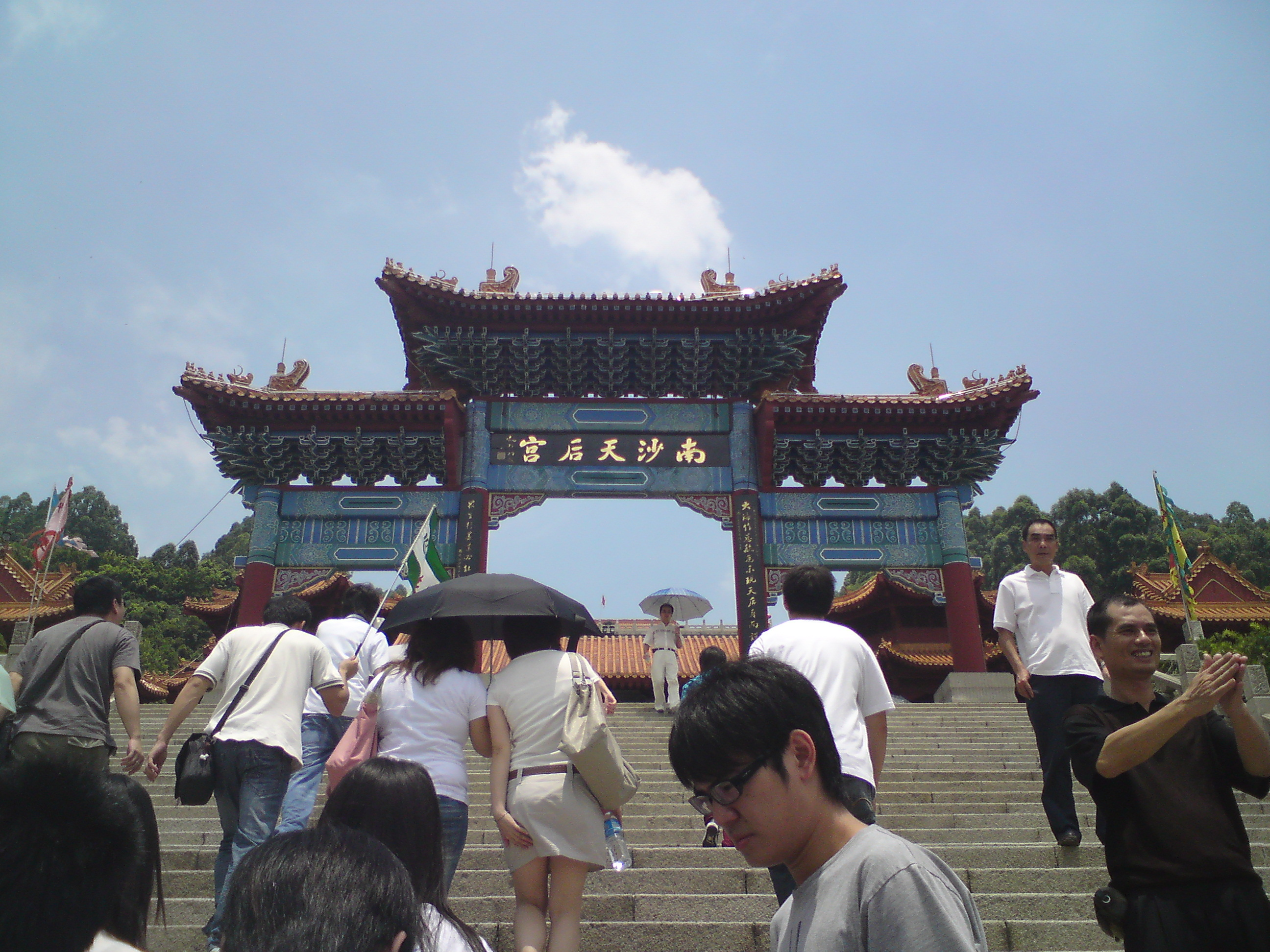
南沙天后宮正門

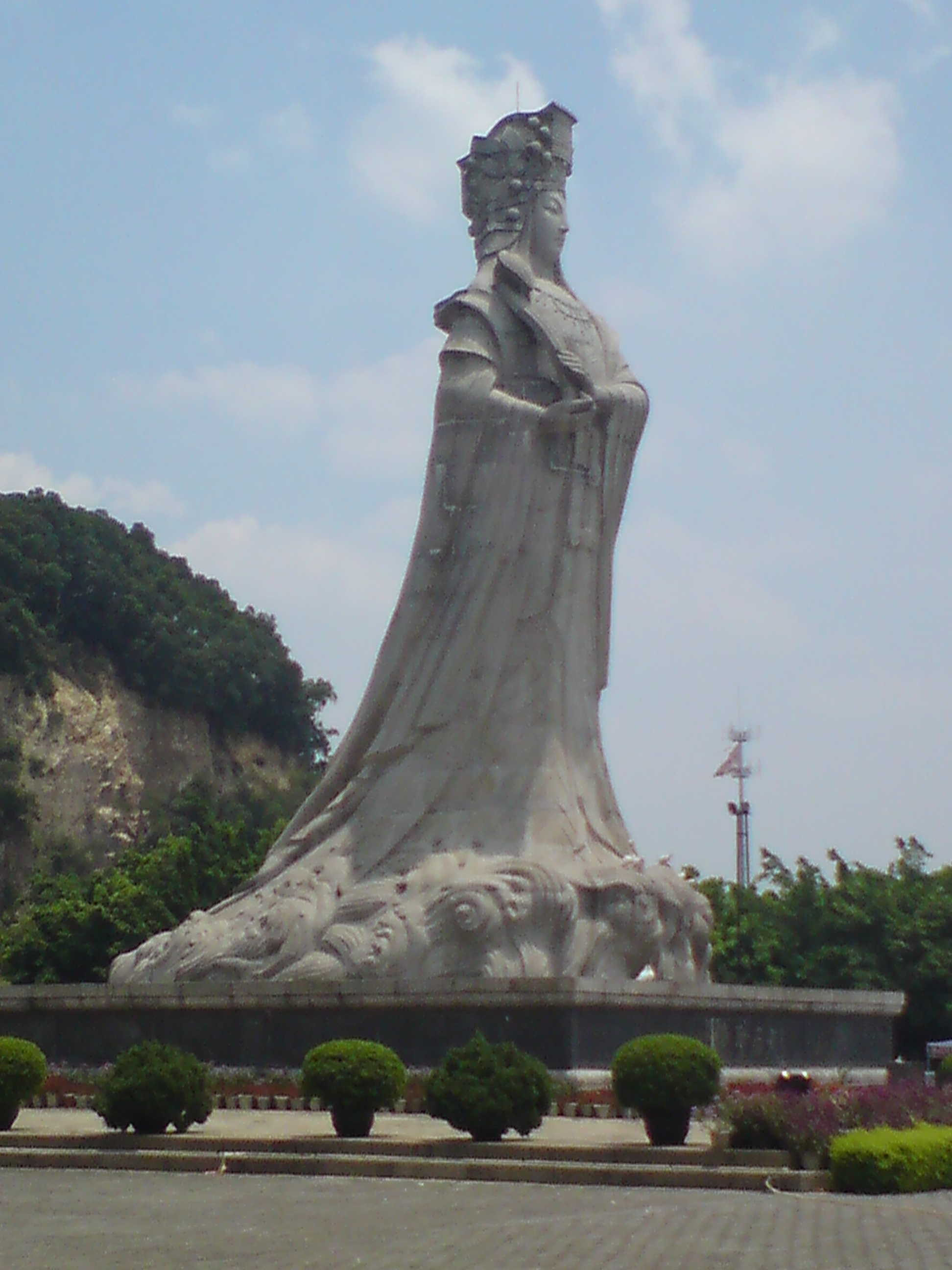
天后娘娘像

南沙天后宮座落在中国廣州市南沙区大角山東南山麓。總佔地4000多平方米。

## 歷史
南沙天后宮始建於明朝，前身是天妃廟，清朝乾隆年間復修後定名為元君古廟，膜拜天后娘娘。在1940年代日本侵華時曾遭破壞。1995年由香港著名實業家霍英東捐款重建天后宮，在1996年农历3月23日（天后诞辰）举行了隆重的落成庆典。 

## 建築
整個天后宮可分為天后宮廣場和宮殿建築群兩個部份。

### 天后宮廣場
廣大的天后宮廣場佔地1.5公頃，廣場中央屹立了一尊面向汪洋大海的天后像，以保佑出海捕魚的漁民順風順水。這座石雕天后像高14.5米，由365塊精雕細琢的花崗石組成，象徵天后娘娘一年365日都保佑着國家和人民。

### 宮殿建築群
在天后宮廣場的後方，清式建築對稱布局、高低錯落地依山而建。廣場後方正是建築群的正門牌坊，穿過牌坊到達山門，即是天后宮的正門，室內供奉的是「千里眼」和「順風耳」兩尊神像。
繼續拾級而上，山門的兩側有鐘樓和鼓樓，鐘鼓樓內的鐘鼓都會按時敲擊。在山門的上方為獻殿，殿內供奉「蹈海天后」，四海龍王則持玉圭在兩旁站立。再上方的正殿是整個天后宮的中心，有木雕神龕，供奉3.8米高、香梓木雕、貼金的天后像。正殿中除了天后像外，還首創以歷史人物作陪神，別具一格。寢殿則在正殿之內，相傳是象徵天后娘娘起居之所，在這個寢殿中特別安置了一台織布機，以表示傳說中天后娘娘曾在15歲時，於一次織布途中從海上救父脫險。另外，寢殿中還擺放牀、梳妝臺及鏡子。
整個建築群最高點是位於最後方的南嶺塔。塔高45米，採樓閣式建築，共8層（塔的層數有別於一般塔的單數層數，是因為民問傳說中的不成文規定：男神仙代碼為單數，女神仙如天后娘娘則使用雙數，而8是一位數雙數中最高的數目，故建8層塔；另外，在這個天后宮內，無論是階梯、瓦楞還是對聯的單聯，即上聯或下聯，都會用上雙數）。在南嶺塔可遠眺整個南沙天后宮範圍。當年建塔的原因，大致上有四個：
1. 建塔可在視覺上平衡西側較高的大角山主峰。
2. 高塔可起「左青龍」的風水效果。
3. 作為天后宮，屹立高處的南嶺塔可起導航的作用。
4. 令遊人可以居高臨下，和成為該建築群中其中一個標誌性的建築。

## 图库

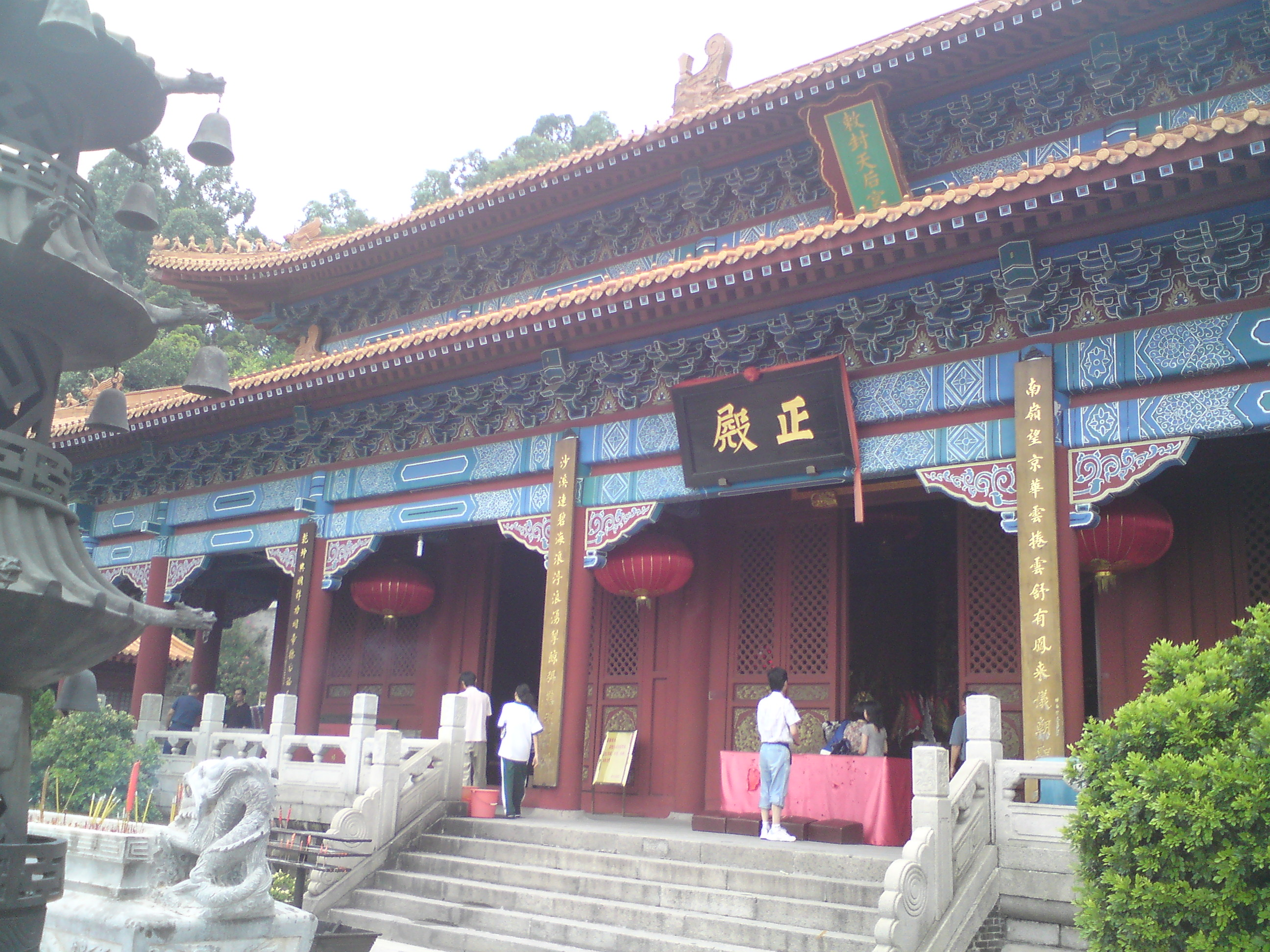
南沙天后宮正殿。
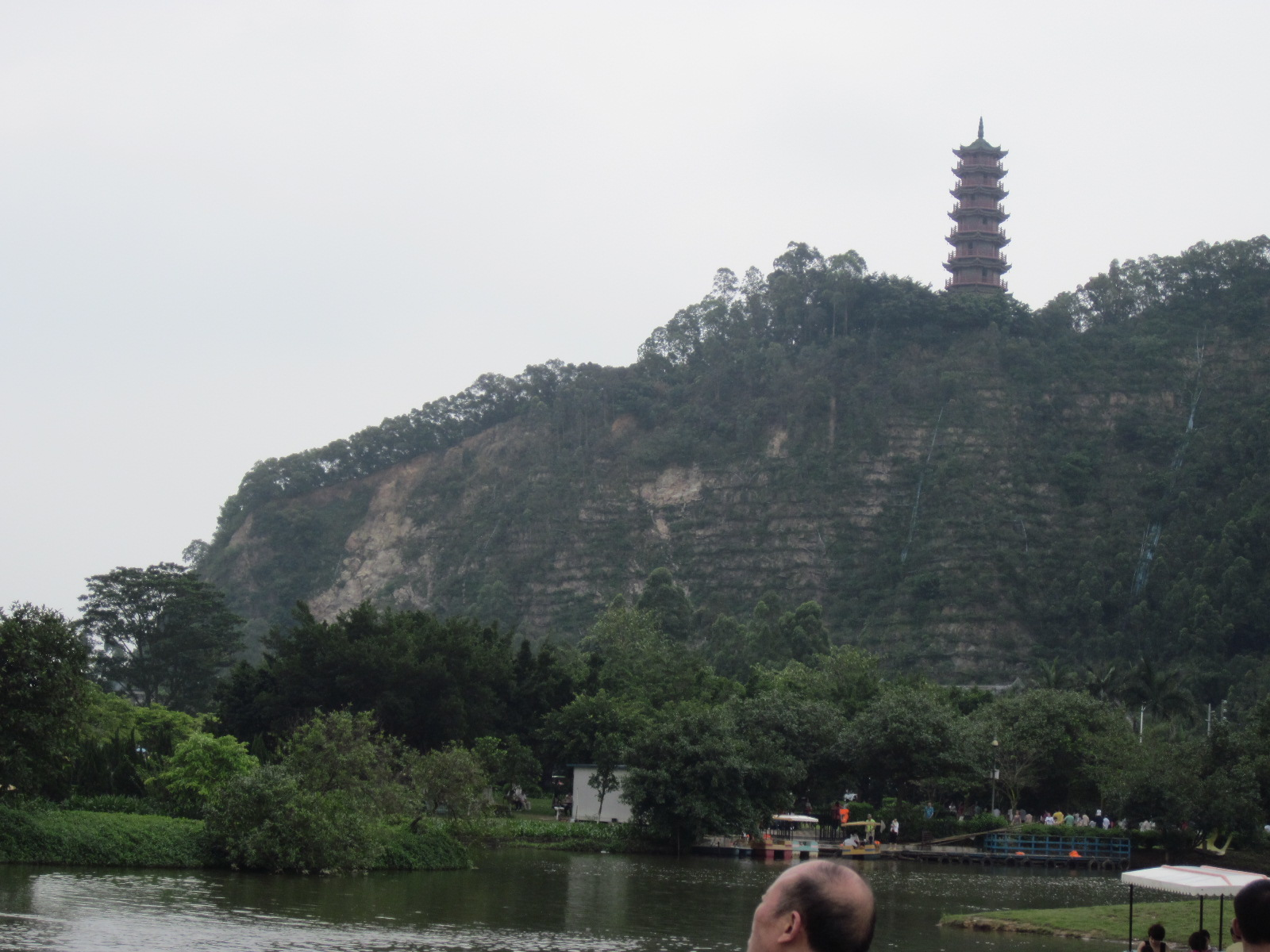
天后宫后山的宝塔。
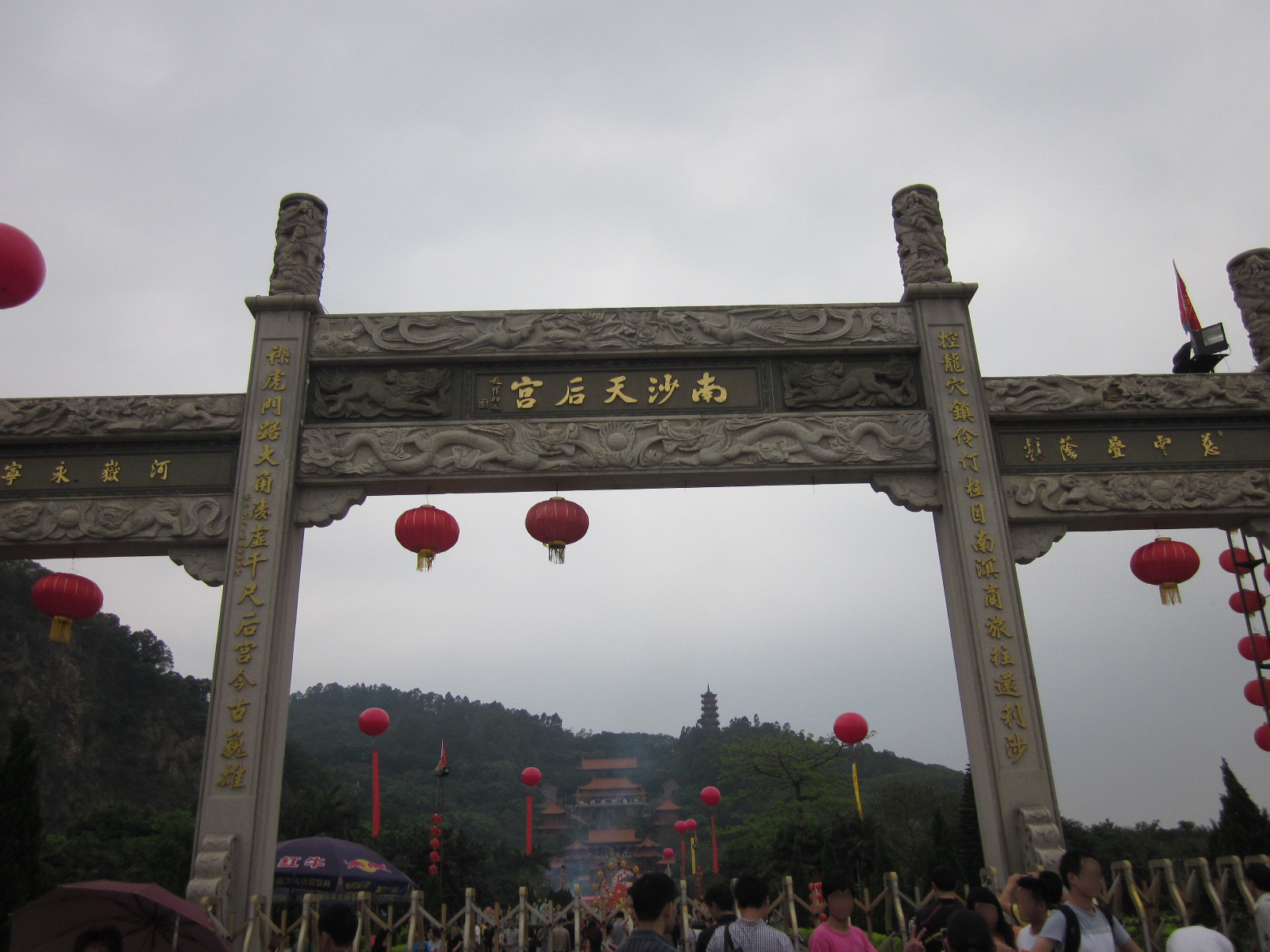
天后宫的山门。

## 交通
- 地铁
  - █4号线 南沙客运港站
- 巴士
  - 南沙湾总站：南3路、南5路、南18路、南19路、南53路
  - 天后宫东门总站：南4路、南54路